# Graphiurus ocularis
Graphiurus ocularis är en däggdjursart som först beskrevs av Andrew Smith 1829.  Graphiurus ocularis ingår i släktet Graphiurus och familjen sovmöss. Inga underarter finns listade i Catalogue of Life.

## Utseende
Vuxna exemplar är 11,7 till 14,5 cm långa (huvud och bål), har en 10,3 till 15,0 cm lång svans och väger 72 till 85 g. Bakfötterna är 2,0 till 2,6 cm långa och öronen är 1,5 till 2,5 cm stora. Den tjocka och ulliga pälsen på ovansidan har en silvergrå färg. På undersidan förekommer ljusare gråaktig päls och gränsen mellan båda färgområden är ofta tydlig. Huvudet kännetecknas av stora ögon, bruna avrundade öron, ljusa fläckar bredvid öronen och av vita kinder. Svansen är bra täckt med hår som är 10 till 15 mm långa nära bålen samt upp till 35 mm långa vid svansspetsen. Nära bålen har svansens ovansida ofta samma färg som kroppens ovansida. Den främre delen är på undersidan svartbrun. Fram mot svansspetsen är flera vita hår inblandade och själva spetsen är helt vit. Honor har ett par spenar på bröstet, ett par på bukens mitt och två par vid ljumsken. Hos den liknande arten Graphiurus rupicola är de ljusa fläckarna intill öronen mindre.

## Utbredning
Denna sovmus förekommer i södra Sydafrika. Den vistas i klippiga områden med sandsten som dominerande bergart.

## Ekologi
Individerna är nattaktiva och de klättrar vanligen på klippor eller går på marken. Graphiurus ocularis har bra förmåga att nå fram till smala bergssprickor. Den håller ingen vinterdvala men vid särskild kalla temperaturer eller vid matbrist intas ett stelt tillstånd (torpor) som kan vara i en månad. Denna sovmus äter i naturen främst insekter och spindeldjur. Födan kompletteras ibland med små ödlor eller fåglar. Exemplar i fångenskap åt även kex, frukter, honung och hundmat.
Ofta lever en hona och en hane en längre tid (upp till 11 månader) i samma område. Allmänt är honornas revir med 1,1 till 2,3 hektar mindre än hanarnas revir som är 2,1 till 3,8 hektar stora. Antagligen följer Graphiurus ocularis under utflykter doftmärken som sattes ut vid första tillfället. Under fortplantningstiden mellan våren och sommaren kan honor ha flera kullar med 6 till 8 veckor mellanrum. Per kull föds 4 till 6 ungar som lämnar föräldrarnas näste efter 5 till 6 veckor. Äldre ungar bosätter sig utanför föräldrarnas revir i områden som vanligen är mindre gynnsamma. Medellivslängden antas vara fyra år.

## Bevarandestatus
För beståndet är inga hot kända och Graphiurus ocularis hittas i flera skyddszoner. IUCN kategoriserar arten globalt som livskraftig.